# Mikoian-Gurevici MiG-29
Mikoian-Gurevici MiG-29 (în rusă Микоян и Гуревич МиГ-29, cod NATO: Fulcrum) este un avion de vânătoare cu reacție, din generația a patra, proiectat în Uniunea Sovietică pentru a îndeplini rolul unui avion de superioritate aeriană. Avionul a fost dezvoltat în anii 1970 de biroul de proiectare Mikoian și a fost introdus în dotarea Forțelor Aeriene Sovietice în anul 1983. În prezent, se află în dotarea forțelor aeriene a peste 25 de țări.
MiG-29, alături de Suhoi Su-27, a fost proiectat pentru a contracara avioanele de vânătoare americane F-15 Eagle și F-16 Fighting Falcon. Avionul s-a aflat și în dotarea Forțelor Aeriene Române și Forțelor Aeriene ale Republicii Moldova.

## Utilizare în România

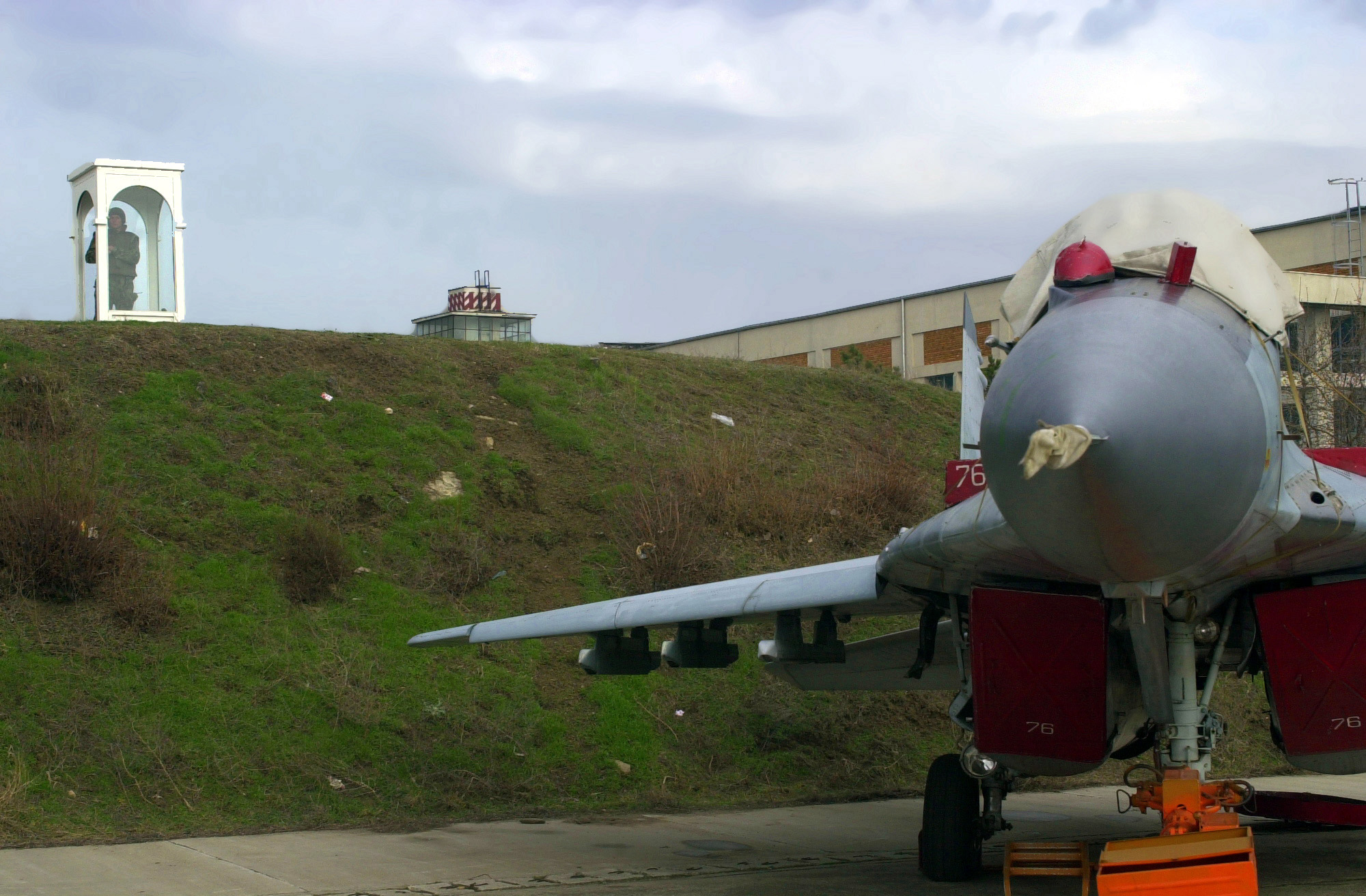
MiG-29 stocat la fosta Bază Aeriană 57.

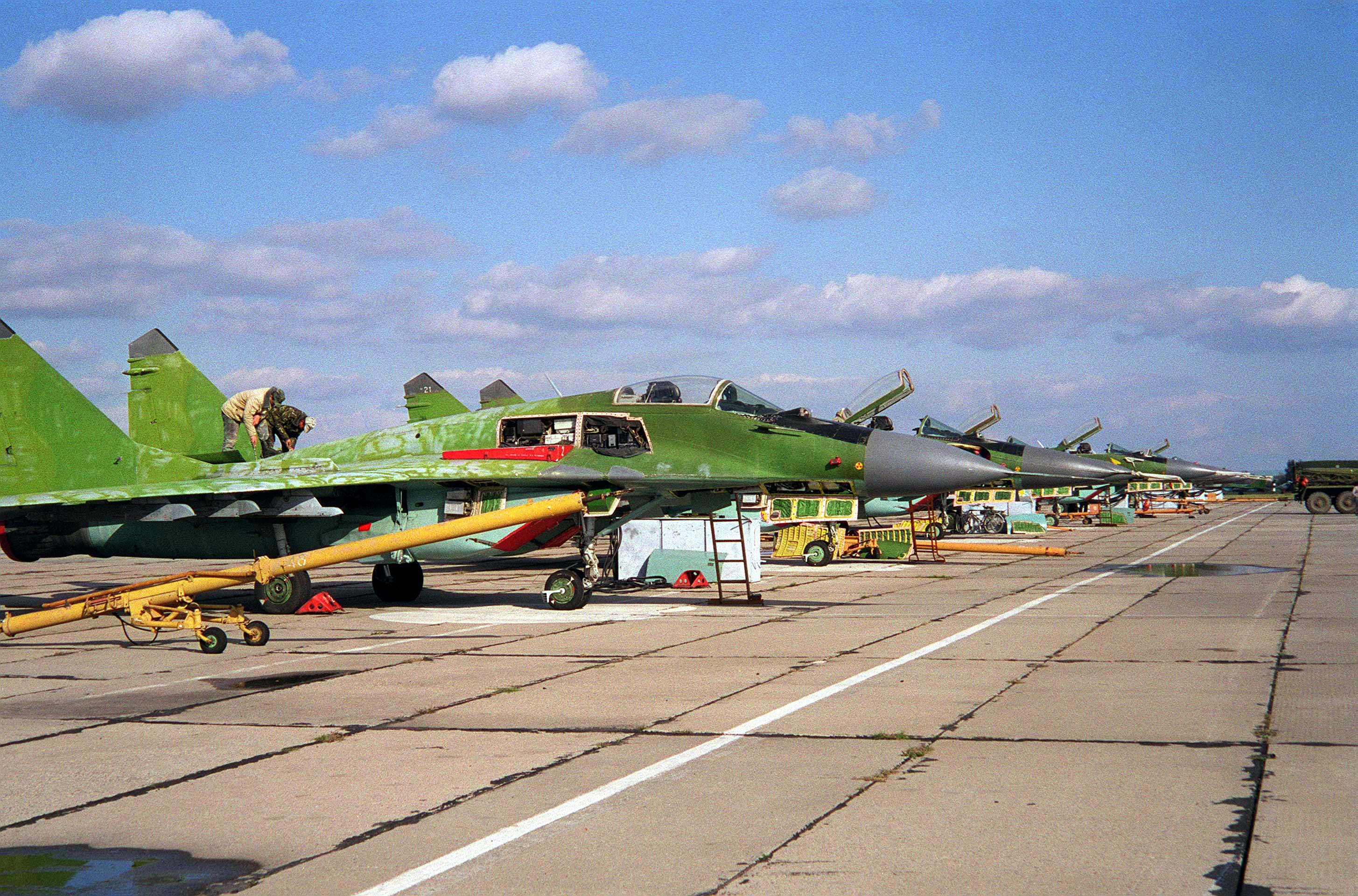
Avioane MiG-29 aparținând Forțelor Aeriene ale Republicii Moldova înainte de a fi livrate Statelor Unite ale Americii (1997).

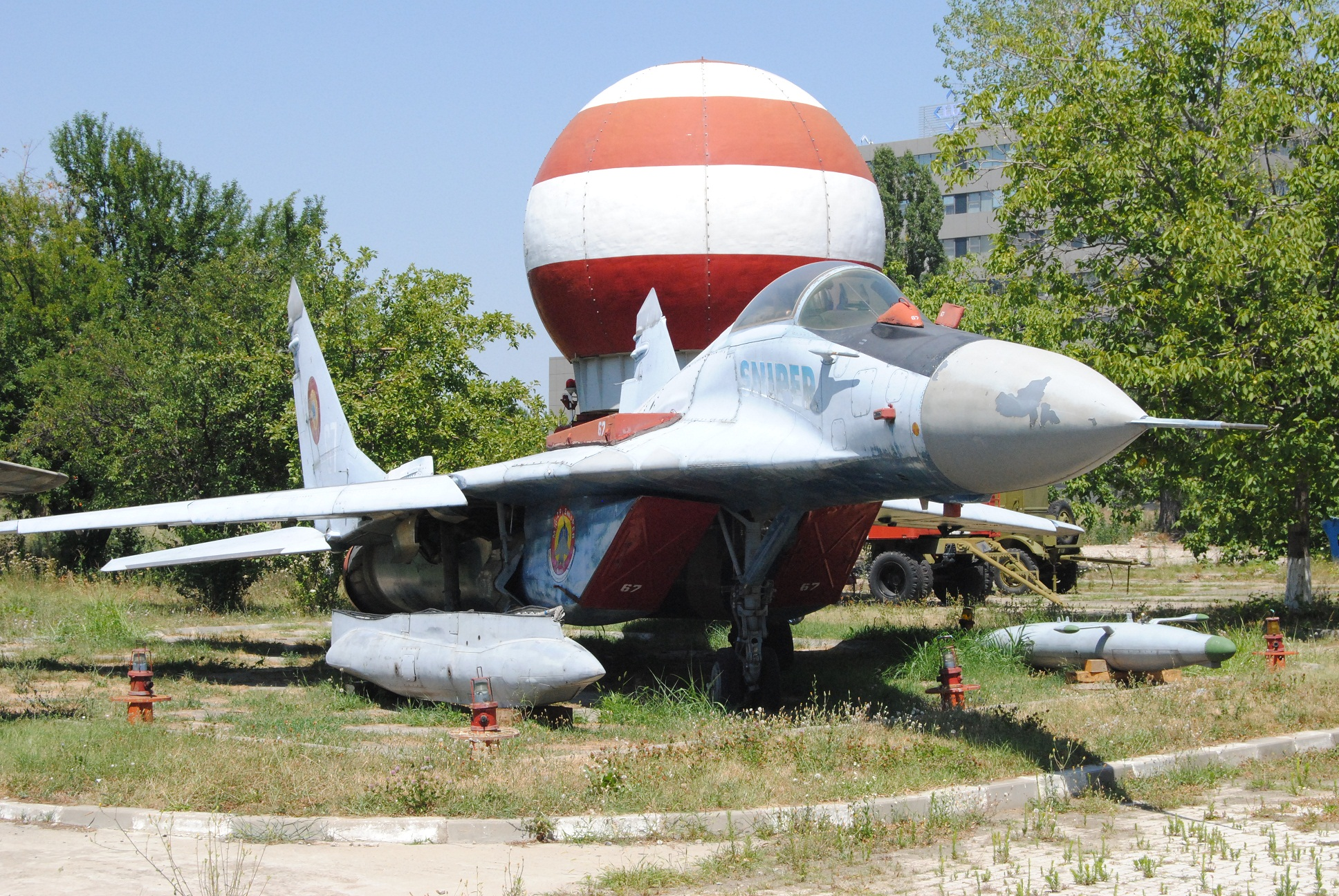
MiG-29 SNIPER la Muzeul Aviației din București.

Tratativele cu Uniunea Sovietică privind achiziționarea unor avioane MiG-29 au fost demarate la mijlocul anului 1987. Primele patru avioane (două comandă simplă și două dublă comandă) au fost livrate la 21 decembrie 1989, piloții acestora fiind instruiți în Uniunea Sovietică. Inițial, 45 de avioane au fost comandate, însă doar 21 au fost livrate între anii 1989-1990 (17 monoloc și 4 biloc). Comanda pentru restul de 24 de avioane a fost ulterior anulată. Avioanele MiG-29 au fost alocate Regimentului 57 Aviație Vânătoare de la Baza Aeriană 57 Mihail Kogălniceanu, fiind organizate în escadrilele 157 și 257. În 1994, România a achiziționat încă un avion MiG-29 din Rusia. În 1992, România a primit un MiG-29S (Fulcrum-C) din Republica Moldova în schimbul unei datorii de 30 milioane de dolari. În 2002, doar 18 avioane mai erau în dotarea Grupului 57 Aviație de Vânătoare „Constantin Bâzu Cantacuzino” (trei avioane au fost pierdute în accidente). Dintre acestea, un singur avion monoloc era operațional, restul având resursa de zbor expirată. În luna octombrie a anului 2003, resursa ultimului MiG-29 a expirat, avioanele fiind conservate și scoase ulterior la vânzare. Romtehnica nu a vândut nici un avion MiG-29 până în prezent conform rapoartelor ONU privind transferurile de armament. Deși au existat planuri pentru revitalizarea avioanelor, acestea nu au fost luate în considerare, avionul fiind depășit din punct de vedere tehnic. Aerostar Bacău a propus Armatei Române modernizarea avioanelor MiG-29, printr-un proiect privat realizat în colaborare cu DaimlerChrysler AG din Germania (care a modernizat 24 de avioane MiG-29 ale Luftwaffe la standarde NATO) și Elbit din Israel (implicată și în modernizarea avioanelor MiG-21 „LanceR”). Un prototip, denumit MiG-29 „Sniper”, a fost realizat la standarde de interoperabilitate NATO. Planul nu a fost implementat, prototipul fiind în prezent expus la Muzeul Aviației din București.
În serviciul Forțelor Aeriene Române, avionul MiG-29 a fost implicat în două accidente. În 1990, două avioane s-au prăbușit în urma unei coliziuni în aer lângă Băneasa. Cei doi piloți și o persoană aflată la sol au murit. Un alt avion MiG-29UB (dublă comandă) s-a prăbușit în timpul unei manevre la joasă altitudine, pilotul pierzându-și viața.

## Utilizare în Republica Moldova
Republica Moldova a preluat 33 de avioane MiG-29 de la Uniunea Sovietică (șapte Fulcrum-A, 24 Fulcrum-C și două avioane cu dublă comandă MiG-29UB). Acestea aparțineau fostei Bazei Aeriene nr. 86 de la Mărculești (în prezent, Aeroportul Internațional Mărculești). Din cauza dificultăților financiare, Armata Republicii Moldova a vândut treptat avioanele. Patru (cinci, după alte surse, în funcție de veridicitatea doborârii unui avion de rebelii separatiști în timpul conflictului din Transnistria) au fost vândute în Yemen. Statele Unite ale Americii au achiziționat 21 de avioane MiG-29 din Republica Moldova în 1997 pentru a preveni vânzarea lor către Iran (MiG-29 Fulcrum-C poate transporta armament nuclear). Un avion a fost livrat României în schimbul ajutorului logistic acordat Moldovei în Conflictul din Transnistria. Alte șase avioane MiG-29 Fulcrum-C rămase sunt în prezent de vânzare.